# Битва в бухте Сил
Битва в бухте Сил — незначительная морская операция к западу от Лайвли-Айленда во время Фолклендской войны. 22 мая 1982 года, поддерживая операцию «Саттон» у залива Сан-Карлос, британские фрегаты HMS Brilliant и HMS Yarmouth получили приказ остановить и захватить вооружённое береговое судно снабжения аргентинского флота ARA Monsunen.
Судно ARA Monsunen на самом деле было небольшим британским судном, принадлежащим компании Фолклендских островов и захваченным в ходе аргентинского вторжения. Корабль был замечен британским истребителем во время отплытия из Фокс-Бей в сторону Стэнли.

## Сражение
В 4:00 утра по Гринвичу 23 мая вертолет Lynx с HMS Brilliant опознал судно, когда оно направлялось на север, к западу от острова Лайвли. После того, как по радио был передан приказ о капитуляции судна, другой вертолет, перевозивший команду SBS, попытался перехватить его. Самолет был встречен огнем крупнокалиберного пулемета и стрелкового оружия, поэтому он был вынужден прервать полет.
Почти сразу же HMS Yarmouth начало стрельбу из своей 4,5-дюймовой (114 мм) палубной пушки по аргентинскому судну, вынуждая его маневрировать, чтобы избежать приближающихся снарядов. Когда расстояние сократилось до четырех миль (6,4 км), капитан Гопчевич, аргентинский командир, решил, что единственный способ обмануть британский радар — это высадить лодку на берег в бухте Сил, которая находилась неподалёку.
Вскоре после того, как ему удалось высадить свой корабль на мель и приказать команде покинуть его, британский обстрел возобновился. Огонь был неточным и нацеленным на общий район посадки. В процессе эвакуации судна один из матросов упал за борт и получил несколько серьезных ушибов, но его успешно спас молодой матрос. Члены экипажа укрылись в импровизированном внутреннем убежище.

## Последствия

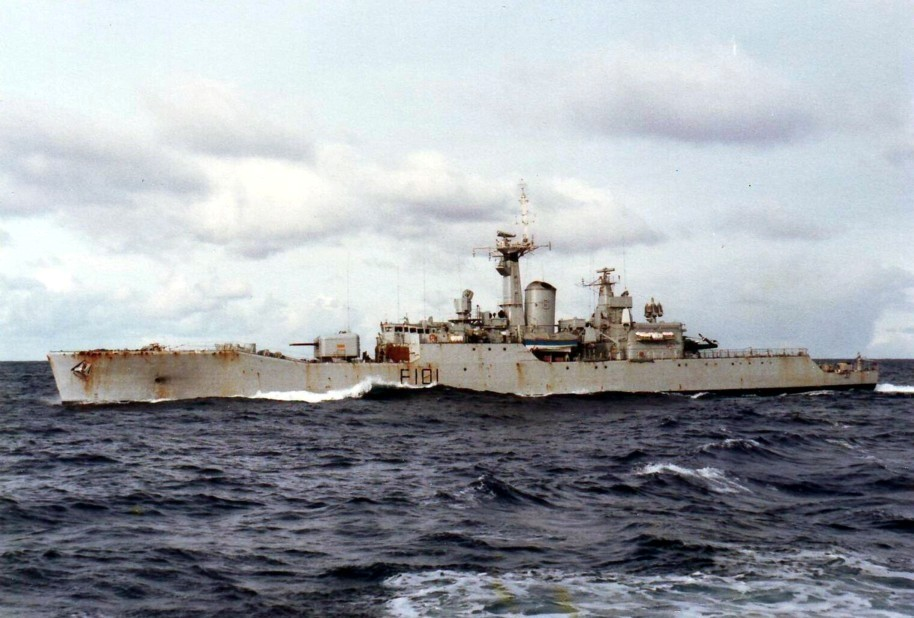
HMS Yarmouth, 5 июня 1982

Фактически потеряв след своего маленького противника, британские фрегаты остановили атаку и вернулись в воды Сан-Карлоса. Судно было обнаружено своим экипажем на рассвете, когда его двигатель все еще работал; по-видимому, после того, как он снова поднялся на поверхность во время прилива. Однако его пропеллер был сломан, выведя из строя трансмиссию.
Теперь, когда скорость корабля резко снизилась из-за поломки, Гопчевич вызвал по радио помощь с острова Стэнли.
Через несколько часов другой британский траулер, захваченный аргентинцами, ARA Forrest, отбуксировал ARA Monsunen в Дарвин.. Судно было позже восстановлено в Дарвине британскими войсками 29 мая, после битвы при Гус-Грин.
Эта битва считается единственной морской встречей между флотами Аргентины и Великобритании в ходе войны. Капитан Гопчевич был награжден аргентинской наградой за гордость.

### Английская
- Lawrence Freedman. The Official History of the Falklands Campaign. (англ.). — Routledge, 2005. — ISBN 0-7146-5207-5.
- Gordon Smith. Battle Atlas of the Falklands War 1982 by Land, Sea and Air. (англ.). — Lulu.com, 2006. — ISBN 1-84753-950-5.
- Ewen Sothby-Tailyour. Amphibious Assault Falklands: The Battle of San Carlos Water. (англ.). — Leo Cooper, 1996. — ISBN 0-85052-420-2.

### Испанская
- Horacio Mayorga A. No Vencidos (исп.). — Buenos Aires: Ed. Planeta, 1998. — ISBN 950-742-976-X.
- Daniel Cavalieri. Deuda de sangre: historia naval y amnesia en la Argentina : 1810-1893 y 1982. (исп.). — Instituto de Publicaciones Navales, 2005. — ISBN 950-899-060-0.